# Pagodiella hekmeyeri
Pagodiella hekmeyeri är en fjärilsart som beskrevs av Franciscus J.M. Heylaerts 1885. Pagodiella hekmeyeri ingår i släktet Pagodiella och familjen säckspinnare. Inga underarter finns listade i Catalogue of Life.